# Edward Armitage
Edward Armitage (RA) (Londra, 20 maggio 1817 – 24 maggio 1896) è stato un pittore inglese d'epoca vittoriana, la cui opera si concentrò su soggetti storici, classici e biblici.

## Biografia

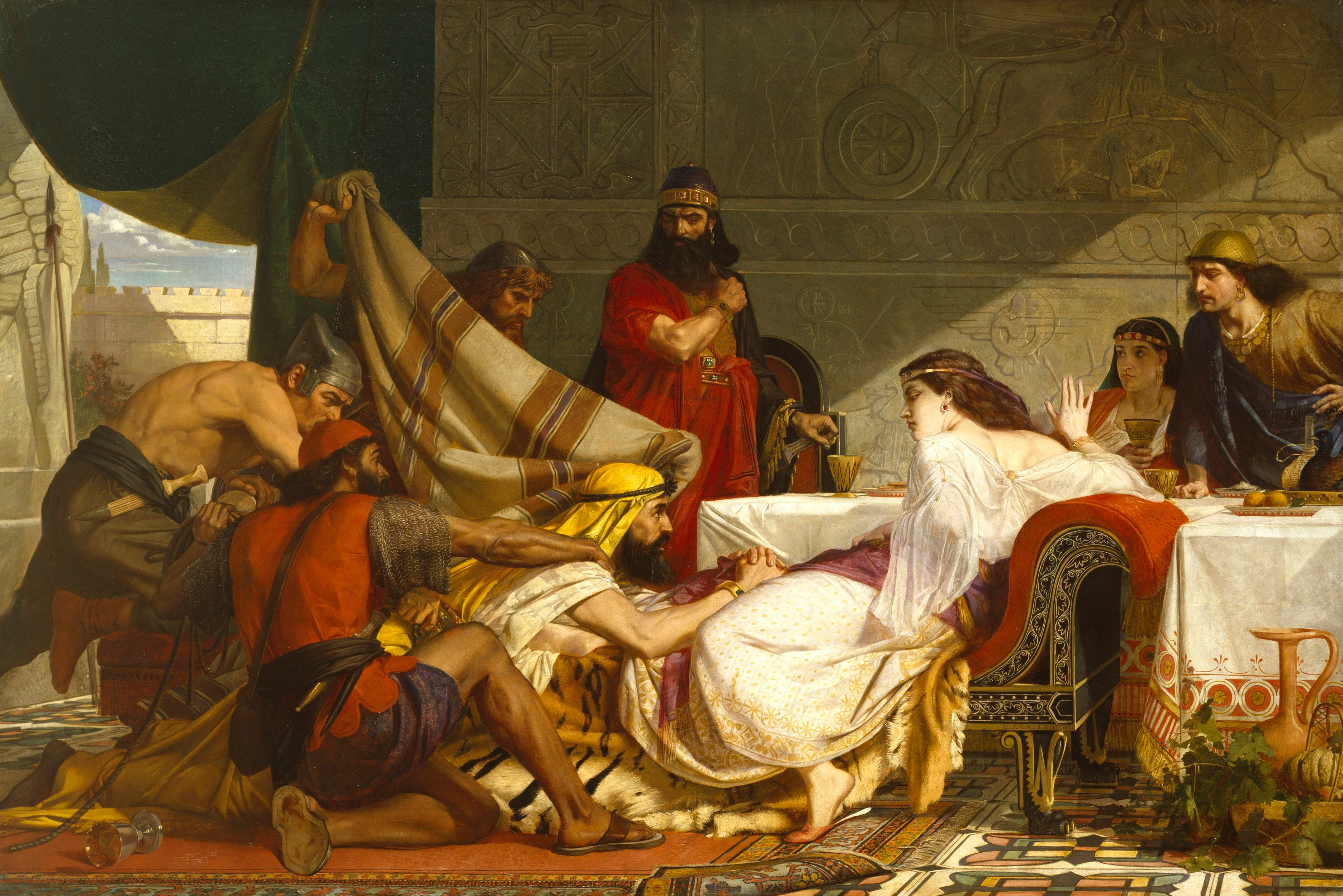
La festa di Ester (1865; Londra, Royal Academy of Arts).

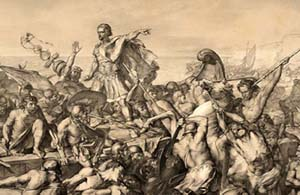
La prima invasione di Cesare in Britannia (1843 circa; Londra, Palazzo di Westminster).

Edward Armitage nacque a Londra, da una famiglia di ricchi industriali originari dall'ovest Yorkshire, come primogenito (il maggiore) dei sette figli di Anne Elizabeth Rhodes (1788–1833) e James Armitage (1793–1872) della magione di Farnley Hall, che si trova poco a sud della città di Leeds. Il suo bisnonno James (1730–1803) acquistò Farnley Hall da Sir Thomas Danby nel 1799, e nel 1844 quattro dei suoi parenti, tra cui suo padre James, fondarono l'azienda metallurgica "Farnley Ironworks", utilizzando il carbone, il ferro e l'argilla refrattaria della loro tenuta. Suo fratello Thomas Rhodes Armitage (1824–1890) fondò l'associazione benefica per ciechi della "Royal National Institute of the Blind".
Edward Armitage fu anche: zio del politico Robert Armitage; prozio di Robert Selby Armitage; e cugino di primo grado del giocatore di cricket Edward Leathley Armitage.

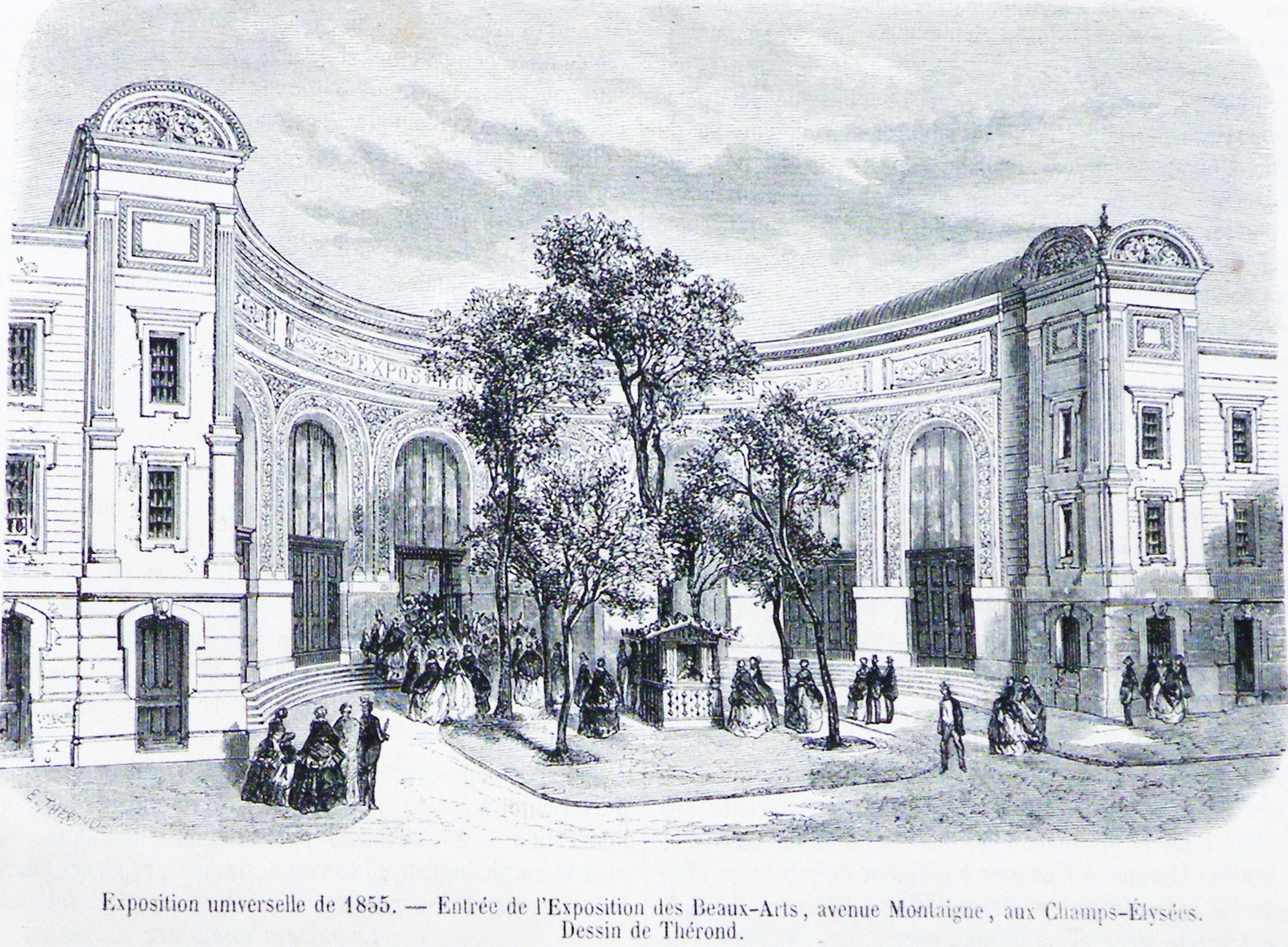
Palais des Beaux-Arts de Paris (1855).

Edward Armitage avviò la sua formazione nell'ottobre del 1837 a Parigi, presso l'École des Beaux-Arts. Studiò sotto l'insegnamento di Paul Delaroche, che a quel tempo era all'apice della sua fama. Armitage fu uno dei quattro studenti selezionati come assistenti di Delaroche per l'affresco Emiciclo nell'anfiteatro del Palazzo delle Belle Arti (in francese Palais des Beaux-Arts), dove forse realizzò, di sua mano, la testa di Masaccio. Mentre era ancora a Parigi, nel 1842 espose Prometheus Bound, che un critico contemporaneo descrisse come «ben disegnato ma brutalmente energico».
Dopo essersi ritirato dalla Royal Academy nel maggio del 1894, Armitage trascorse un po' di tempo a Royal Tunbridge Wells, per ristabilire la sua salute. Alloggiò a Mount Edgcumbe House, luogo dove morì il 24 maggio 1896 per apoplessia e stanchezza a seguito di una polmonite. È sepolto al cimitero di Hove.